# Sloanea zuliaensis
Sloanea zuliaensis là một loài thực vật có hoa trong họ Côm. Loài này được Pittier miêu tả khoa học đầu tiên năm 1923.